# Certificate of suitability of Monographs of the European Pharmacopoeia
Das Certificate of suitability of Monographs of the European Pharmacopoeia (engl., Abk. CEP) dient zum Beleg, dass eine Monographie des Europäischen Arzneibuchs geeignet ist, die Qualität eines Arzneistoffes angemessen zu prüfen.
Hersteller und Händler von Arzneimitteln können für Wirkstoffe, die in der Europäischen Pharmacopoeia (Ph. Eur., Arzneibuch) monographiert sind, bei dem Europäischen Direktorat für die Qualität von Arzneimitteln (EDQM) ein CEP beantragen. Die Hersteller müssen eine detaillierte Beschreibung ihres Herstellprozesses und der Verunreinigungen in Form eines Verunreinigungsprofils einreichen. Alle beim Herstellungsprozess potentiell auftretenden Verunreinigungen des entsprechenden Wirkstoffes müssen durch die in der Ph. Eur. beschriebenen Analysenmethoden nachgewiesen werden können. Wird ein CEP erteilt, bescheinigt es dem Hersteller bzw. Händler, dass der Wirkstoff durch die Monographie der Ph. Eur. ausreichend kontrolliert wird. Durch dieses einheitliche Kontrollsystem wird der Handel mit pharmazeutischen Wirkstoffen vereinfacht, da die Pharmaunternehmen und Arzneimittelbehörden sich bei der Arzneimittelzulassung auf das CEP stützen können. CEPs werden von der Europäischen Union und allen Unterzeichnerstaaten der Europäischen Arzneibuchkonvention anerkannt.
Die Basis für die CEPs bildet die RESOLUTION AP-CSP (07) 1 des Gesundheitsausschusses des Europarats.
1999 wurde das ursprünglich auf Arzneistoffmonographien beschränkte Zertifizierungssystem ausgedehnt auf die allgemein für „Produkte mit dem Risiko der Übertragung von Erregern der spongiformen Enzephalopathie tierischen Ursprungs“ gültige Arzneibuchmonographie unter Berücksichtigung der Bestimmungen des Arzneibuchkapitels „Minimierung des Risikos der Übertragung von Erregern der spongiformen Enzephalopathie tierischen Ursprungs durch Human- und Tierarzneimittel“. Hersteller betroffener Stoffe, zu denen auch pharmazeutische Hilfsstoffe (etwa Gelatine) zählen, können diese im Hinblick auf die Übereinstimmung mit den beschriebenen Anforderungen begutachten lassen. Im Ergebnis wird ein „TSE-Zertifikat“ ausgestellt, das von allen europäischen Behörden anerkannt wird.